# Zachowaj Trzeźwy Umysł
Zachowaj Trzeźwy Umysł – realizowana od 2002 roku ogólnopolska kampania podejmująca problem profilaktyki uzależnień. Projekt organizują: Stowarzyszenie Producentów i Dziennikarzy Radiowych i Fundacja „Trzeźwy Umysł”.
Szefem kampanii i prezesem Stowarzyszenia Producentów i Dziennikarzy Radiowych jest Piotr Adamski.
Instytucjami realizującymi program kampanii profilaktycznej Zachowaj Trzeźwy Umysł są gminne lub miejskie komisje rozwiązywania problemów alkoholowych.

## Działalność
Celem kampanii jest promowanie konstruktywnych postaw, zdrowego stylu życia oraz atrakcyjnych dla dzieci i młodzieży zachowań prospołecznych, jako alternatywy wobec wielu patologii, szczególnie picia alkoholu, zażywania narkotyków oraz stosowania przemocy.
Kampania „Zachowaj Trzeźwy Umysł” realizuje cele poprzez ścisłą współpracę z samorządami lokalnymi w całym kraju. Każdego roku do zaangażowanych w akcję miast i gmin, trafiają zestawy edukacyjne w postaci różnorodnych wydawnictw profilaktycznych, adresowanych do dzieci, rodziców i nauczycieli.

## Znani sportowcy
Zachowaj Trzeźwy Umysł co roku wspierają znani sportowcy, którzy namawiają młodych ludzi do uprawiania sportu, a także do wysiłku fizycznego i stosowania odpowiedniego – także mentalnego – treningu.
- 2003 – Rafał Kubacki, Adam Małysz
- 2004 – Robert Korzeniowski, Maciej Żurawski, Katarzyna Skowrońska
- 2005 – Jerzy Dudek, Małgorzata Dydek, Michał Ignerski, Robert Sycz, Tomasz Kucharski
- 2006 – bez patronatu sportowego
- 2007 – Marek Kamiński
- 2008 – Monika Pyrek
- 2009 – Natalia Partyka
- 2010 – Maja Włoszczowska
- 2011 – Marcin Lewandowski
- 2012 – Konrad Czerniak
- 2013 – bez patronatu sportowego
- 2014 – Maciej Kot

## Kapituła Trzeźwego Umysłu
Ważnym elementem projektu jest Kapituła Trzeźwego Umysłu zrzeszająca pełnomocników i koordynatorów ds. uzależnień. Co roku statuetką Kapituły Trzeźwego Umysłu nagradzanych jest 16 osób, po jednej z każdego województwa, które wyróżniają się działaniami profilaktycznymi i edukacyjnymi na swoim terenie.